# Landebaëron
 Landebaëron  (en bretón Landebaeron) es una población y comuna francesa, situada en la región de Bretaña, departamento de Côtes-d'Armor, en el distrito de Guingamp y cantón de Bégard.

## Demografía
| 345 | 299 | 231 | 211 | 183 | 185 | 203 |
| Para los censos de 1962 a 1999 la población legal corresponde a la población sin duplicidades (Fuente: INSEE [Consultar]) |     |     |     |     |     |     |